# (11756) Geneparker
(11756) Geneparker ist ein Asteroid des Hauptgürtels, der am 24. September 1960 von den niederländischen Astronomen Cornelis Johannes van Houten, Ingrid van Houten-Groeneveld und Tom Gehrels am Palomar-Observatorium (IAU-Code 675) in Kalifornien entdeckt wurde.
Der Asteroid wurde am 6. März 2004 nach dem US-amerikanischen Astrophysiker Eugene N. Parker (1927–2022) benannt, der an der University of Chicago forschte und 1959 den Begriff des Sonnenwinds prägte.